# Vashanth Sellathurai
Vashanth Sellethurai (Valvettithurai, Sri Lanka, 6 de marzo de 1984), también conocido como Vashanth Selvadurai, es un actor, cantante y compositor de música de origen tamil. Su familia huyó de la guerra civil en Sri Lanka a Dinamarca en 1985.

## Carrera
Vashanth comenzó en aprender a tocar el piano a los siete años de edad y, a los nueve años empezó a tocar el teclado para una compañía de su padre, donde también aprendió a actuar.
En diciembre de 1999, compuso su primera canción titulada "Welcome 2000", que se convirtió en una canción muy conocida entre el público. Su principal instrumento es el teclado. También toca la guitarra, bajo, batería, tabla, vina y percusiones. Más adelante tuvo interés por la música Carnatic, lo que le inspiró en componer canciones melodiosas con influencia occidental.
Se matriculó en una académica en el 2001 y eligió la música como su tema principal. Adquirió los fundamentos de las técnicas de composición y cómo analizar la producción musical de varios géneros. Después de que terminó con su curso de música electrónica en una escuela privada. En el 2009, obtuvo su título denominado como "Licenciado en Medialogy" y completó su MSc en extremo Medios Digitales Interactivos en el 2012, de la Universidad de Aalborg. 
En el 2003, lanzó su primer álbum debut titulado "Ilamai Inimai Puthumai", en un evento musical más grande en Dinamarca. Sus próximas producciones musicales fueron bandas sonoras para el cine Tamil para una película titulada "KSThurai Pookkal", donde también debutó como actor de cine. La película se terminó de difundir durante 100 días en todos los cines de todo el mundo durante el 2004 y 2005. 
Las bandas de sonido para su segunda película titulada "Ilampuyal", fueron lanzados y difundidos en varios canales de televisión como Sun TV, Kalaignar TV, Raj TV y Vijay televisión. 

## Filmografía
| Año  | Película              | Personaje | Idioma | Caracteres  | Director   |
| ---- | --------------------- | --------- | ------ | ----------- | ---------- |
| 2004 | Pookkal               | Ezhilan   | Tamil  | Protagonist | K.S.Thurai |
| 2009 | Ilampuyal             | Puyal     | Tamil  | Protagonist | K.S.Thurai |
| 2014 | Uyirvarai Iniththaail | Adhith    | Tamil  | Protagonist | K.S.Thurai |

## Discografía
| Año  | Título                 | Tipo                 | Idioma  | Personaje                                |
| ---- | ---------------------- | -------------------- | ------- | ---------------------------------------- |
| 2000 | Welcome 2000           | Song                 | Tamil   | Music director                           |
| 2001 | Year 2001              | Song                 | Tamil   | Music director                           |
| 2003 | Ilamai Inimai Puthumai | Audio Album          | Tamil   | Music director & Singer                  |
| 2004 | Pookkal'               | Soundtrack           | Tamil   | Music director & Singer                  |
| 2005 | Pookkal                | Film                 | Tamil   | Actor                                    |
| 2007 | Kathai Alla Nijam      | Song                 | Tamil   | Music director                           |
| 2008 | Ilampuyal              | Soundtrack           | Tamil   | Music director                           |
| 2008 | Jeevanea               | Song                 | Tamil   | Music director                           |
| 2009 | Ilampuyal              | Film                 | Tamil   | Actor & Music director                   |
| 2009 | Enn Inamea             | Song and Music video | Tamil   | Music director                           |
| 2009 | Mama Ponnu             | Song                 | Tamil   | Music director & Singer                  |
| 2009 | Jeevanea               | Music Video          | Tamil   | Actor, Music director & Editor           |
| 2009 | Singam                 | Song                 | Tamil   | Music director & Singer                  |
| 2009 | Unnai Parthathum       | Song                 | Tamil   | Music director                           |
| 2009 | Kanavugal              | Song                 | Tamil   | Music director                           |
| 2010 | Machinichi             | Film Poojai          | Tamil   | Actor                                    |
| 2010 | Thanmaana Poarr        | Song                 | Tamil   | Music director                           |
| 2011 | Rakkamma               | Song                 | Tamil   | Music director & Singer                  |
| 2011 | Nee Ennai Adutthu      | Poem                 | Tamil   | Music director & Vocalist                |
| 2011 | Machan Sollu Sollu     | Music Video          | English | Music director, cinematographer & editor |
| 2012 | College Love           | Music Video          | English | Director, cinematographer & editor       |
| 2012 | Kanni Pennea           | Song                 | Tamil   | Music director & Singer                  |
| 2012 | Thanni Thoddi          | Song                 | Tamil   | Music director                           |
| 2013 | Vettri Chinnangal      | Poem                 | Tamil   | Music director & Vocalist                |
| 2013 | Idhayame               | Album                | Tamil   | Music director                           |
| 2014 | Uyirvarai Iniththaai   | Film                 | Tamil   | Actor, editor & Music director           |